# 苻苌
苻苌（？—354年（伤重而死）），中國五胡十六國時代人物，前秦开国皇帝苻健的长子，其母亲是强皇后。
苻健即位为皇帝，封苻苌为太子、单于。354年，东晋桓温进军关中，苻健命他率军抵挡，桓温进军灞上，耆老垂泣对晋军：“不图今日复睹官军！”虽然后来的战斗桓温最终失败，苻苌在战斗中被流箭射中，冬十月，苻苌去世，谥号为献哀太子。